# 深草駿哉
深草 駿哉（ふかくさ ゆうや、2001年8月10日 - ）は、宮崎県出身のプロ野球選手（捕手）。くふうハヤテベンチャーズ静岡所属。

## 来歴

### プロ入り前
小学1年生の時に野球を始め、投手や遊撃手を経験。日章学園中学校では強肩を買われて捕手に転向した。中学3年生のときには2016年度全日本少年夏季軟式野球大会でベスト8に入る。
日章学園高等学校時代は監督からの指示で一度は投手としてプレーしていたが、1年冬に捕手への再転向を直訴し、2年夏から正捕手となった。すると、監督から「走られたのをほとんど見たことない」といわれる強肩で活躍を見せる他、打撃面でも2018年の秋季九州大会では打てる2番打者として11打数8安打を記録した。3年生時の2019年に、第91回選抜高等学校野球大会に出場した。中学・高校での同期に平野大和がいる。
2020年に社会人野球・熊本ゴールデンラークスヘ入団した。

### KAL・熊本時代
2021年からは熊本ゴールデンラークスが発展的に解消して結成された火の国サラマンダーズに所属している。43試合の出場で打率.240、1本塁打、10打点を記録した。
2022年は48試合の出場で打率.231、2本塁打、15打点を記録。九州アジアリーグ連覇後に開催された独立リーググランドチャンピオンシップでは、先発捕手として2試合ともに出場し、チーム初の日本一に貢献した。
2023年はアスリートコンサルタント・鴻江寿治主宰の自主トレ合宿への参加や、臨時コーチ・坂口智隆のアドバイスを契機に、課題としていた打撃が飛躍的に成長した。正捕手として70試合に出場し、打率.342（リーグ5位）、5本塁打、31打点、出塁率.448（リーグ3位）を記録し、三振は規定到達者最少の18のみだった。チームはリーグ2連覇と2年連続の日本一を達成し、同年のグランドチャンピオンシップでも2試合ともに先発出場した。11月6日に行われた年間表彰式「ヤマエグループ九州アジアリーグ　AWARDS 2023」にて、リーグのベストナイン（捕手）と最優秀選手賞（MVP）に選出されたことが発表された。

### くふうハヤテ時代
2024年1月24日にウエスタン・リーグ参加球団であるくふうハヤテベンチャーズ静岡への入団が発表された。背番号は火の国時代と同じ10。チームで2番目に多い41試合で捕手のポジションに就き、計45試合に出場して打率.175、0本塁打、10打点だった。

## 選手としての特徴・人物
遠投110m、二塁までの送球タイムは1.77秒の強肩の持ち主。身長163cmと小柄ながらガッツあふれるプレースタイルを見せる選手で、2019年のセンバツ出場当時は大会登録選手のうち最も小柄な身長158cmだった。
2021年度ドラフト会議で指名を受けた石森大誠とは火の国サラマンダーズ1年目にバッテリーを組んでいたほか、料理が得意であることから石森の分の食事も作るなど、グラウンドの内外で石森を支えた。

## 詳細情報

### 九州アジアリーグでの年度別打撃成績
| 年 度     | 球 団       | 試 合 | 打 席 | 打 数 | 得 点 | 安 打 | 二 塁 打 | 三 塁 打 | 本 塁 打 | 塁 打 | 打 点 | 盗 塁 | 盗 塁 死 | 犠 打 | 犠 飛 | 四 球 | 敬 遠 | 死 球 | 三 振 | 併 殺 打 | 打 率 | 出 塁 率 | 長 打 率 | O P S |
| --------- | ----------- | ----- | ----- | ----- | ----- | ----- | -------- | -------- | -------- | ----- | ----- | ----- | -------- | ----- | ----- | ----- | ----- | ----- | ----- | -------- | ----- | -------- | -------- | ----- |
| 2021      | 熊本 火の国 | 43    | 128   | 100   | 13    | 24    | 8        | 0        | 1        | 35    | 10    | 0     | 0        | 7     | 1     | 18    | -     | 2     | 20    | 2        | .240  | .364     | .350     | .714  |
| 2022      | 熊本 火の国 | 48    | 150   | 130   | 14    | 30    | 6        | 1        | 2        | 44    | 15    | 0     | 1        | 6     | 1     | 9     | -     | 4     | 23    | 7        | .231  | .299     | .338     | .637  |
| 2023      | 熊本 火の国 | 70    | 245   | 196   | 42    | 67    | 11       | 2        | 5        | 97    | 31    | 1     | 2        | 4     | 4     | 33    | -     | 8     | 18    | 3        | .342  | .448     | .495     | .943  |
| 通算：3年 | 通算：3年   | 161   | 523   | 426   | 69    | 121   | 25       | 3        | 8        | 176   | 56    | 1     | 3        | 17    | 6     | 60    | -     | 14    | 61    | 12       | .284  | .353     | .413     | .767  |

- 2023年度シーズン終了時

### 背番号
- 10 （2021年 - ）